# Samuel von Brukenthal

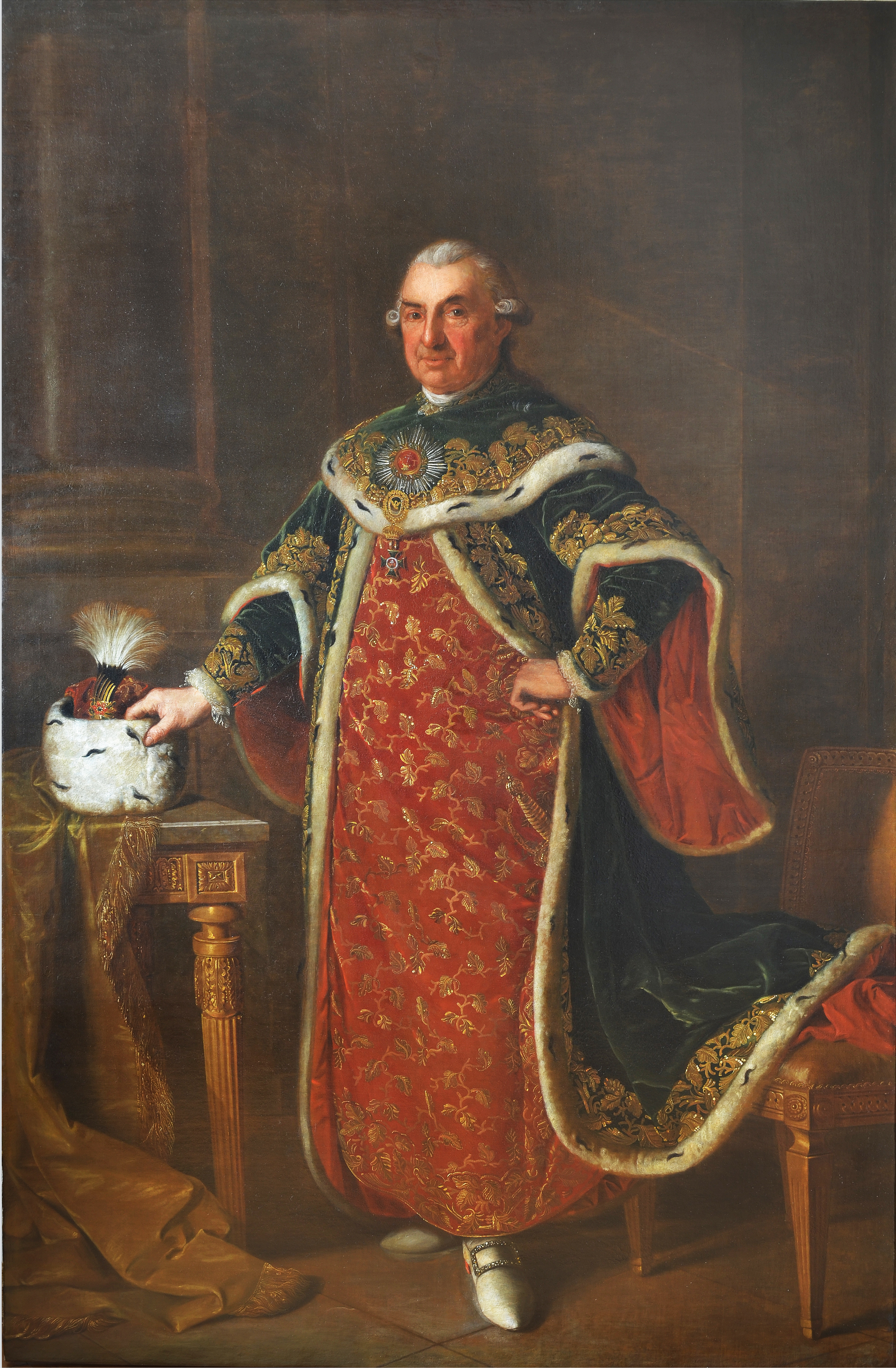
Samuel von Brukenthal

Samuel von Brukenthal (ur. 1721 w Nocrich, zm. 1803 w Sybinie) – habsburski gubernator Wielkiego Księstwa Siedmiogrodu pomiędzy 6 lipca 1774 a 9 stycznia 1787. Był baronem cesarstwa oraz osobistym radcą niekoronowanej cesarzowej Marii Teresy Habsburg.
Jego dom, duży pałac w Sybinie, obecnie gości Muzeum Narodowe Brukenthala (założone dzięki jego zbiorom prywatnym, później rozszerzonym, otwarte w 1817).